# 聖何塞德瓜尼帕市

聖何塞德瓜尼帕市（西班牙語：Municipio Guanipa），是委內瑞拉的一個市，位於該國東北部安索阿特吉州，首府設於聖何塞德瓜尼帕，面積792平方公里，2007年人口76,914，人口密度為每平方公里97人。